# Kennlicht

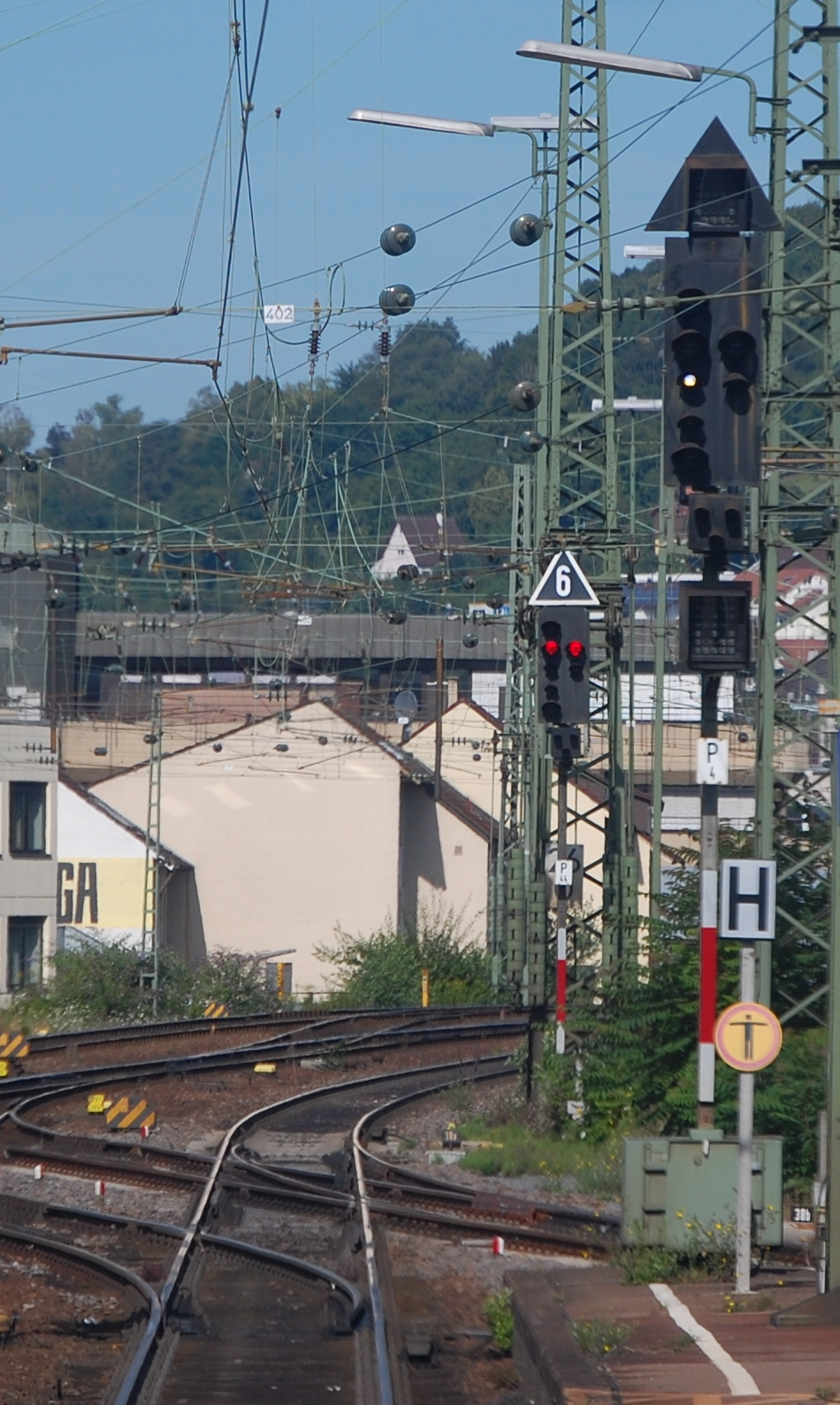
Kennlicht zeigendes Zwischensignal im Bahnhof Pforzheim. Bei Bedarf deckt das Signal die dahinterliegende einfache Kreuzungsweiche.

Das Kennlicht ist ein weißes Licht an Lichtsignalen der Eisenbahn in Deutschland, welches anzeigt, dass das Lichtsignal betrieblich zeitweilig abgeschaltet ist. Der Triebfahrzeugführer und andere brauchen das Signal nicht zu beachten.

## Hintergrund
Bei Lichtsignalen ist nicht ohne Weiteres erkennbar, ob ein Signal vorübergehend nicht gebraucht wird und daher abgeschaltet wurde oder (durch eine Störung) erloschen ist. Aus diesem Grund wird an Stelle des vorgesehenen Signalbildes ein weißes Licht (Kennlicht) gezeigt, soweit nicht darauf verzichtet wird.
„Mastschilder geben das Verhalten bei Halt zeigenden oder gestörten Lichtsignalen vor.“ Die Vorbeifahrt ist nur als Zugfahrt mit besonderem Auftrag erlaubt. Rangierfahrten erhalten die mündliche Zustimmung des zuständigen Weichenwärters.
Alleinstehende Zusatzsignale bleiben dunkel.

## Anwendung

### Hauptsignale

Das Kennlicht an einem Hl-Signal

Das Kennlicht wird in den Signalsystemen H/V (nur bei Lichtsignalen), Hl und Ks verwendet.
Das Kennlicht kommt zum Einsatz, wenn zwei Hauptsignale einander sehr viel kürzer als der Bremswegabstand folgen. Hierbei besteht das Problem, dass ein rechtzeitiger Halt nicht vorsignalisiert werden kann. Wird die Fahrstraße zum hinteren der beiden Hauptsignale eingestellt, wechselt das vordere der beiden Signale auf Kennlicht, anderenfalls das vordere der beiden Hauptsignale.
Auch beim Halbregelabstand kommt das Kennlicht zur Anwendung.
Bei Kleinbahnen, auf Nebenstrecken oder Parkeisenbahnen besteht für zeitweilig nicht besetzte Betriebsstellen die Möglichkeit des Kennlichtbetriebes, wobei die Signale am gesicherten Fahrweg abgeschaltet werden und nur das Kennlicht zeigen. Dadurch wird ermöglicht, dass ein Bahnhof oder eine Strecke zeitweise mit weniger besetzten Stellwerken betrieben wird. Analog zeigen Formsignale beider Richtungen ständig Hp1. Die abgeschalteten Signale werden nicht mehr in die Sicherung des Bahnverkehrs einbezogen.
Wenn es im Streckenbuch zugelassen ist, kann das Kennlicht auch die Zustimmung zur Abfahrt in einem Bahnhof darstellen. Als Geschwindigkeit dürfen bis zum nächsten Hauptsignal, bzw. bei Ausfahrt aus dem Bahnhof bis zur letzten Weiche im Fahrweg, 40 km/h nicht überschritten werden.

### Vorsignale
Werden Vorsignale für eine Fahrstraße nicht benötigt, zeigen sie Kennlicht. Aufgrund der Vorsignaltafel wäre anderenfalls die Bedeutung Halt erwarten anzunehmen (Bedeutung größter Sicherheit). Ein nicht benötigtes Vorsignal am Mast eines Hauptsignals wird hingegen dunkelgeschaltet.

### Sperrsignale

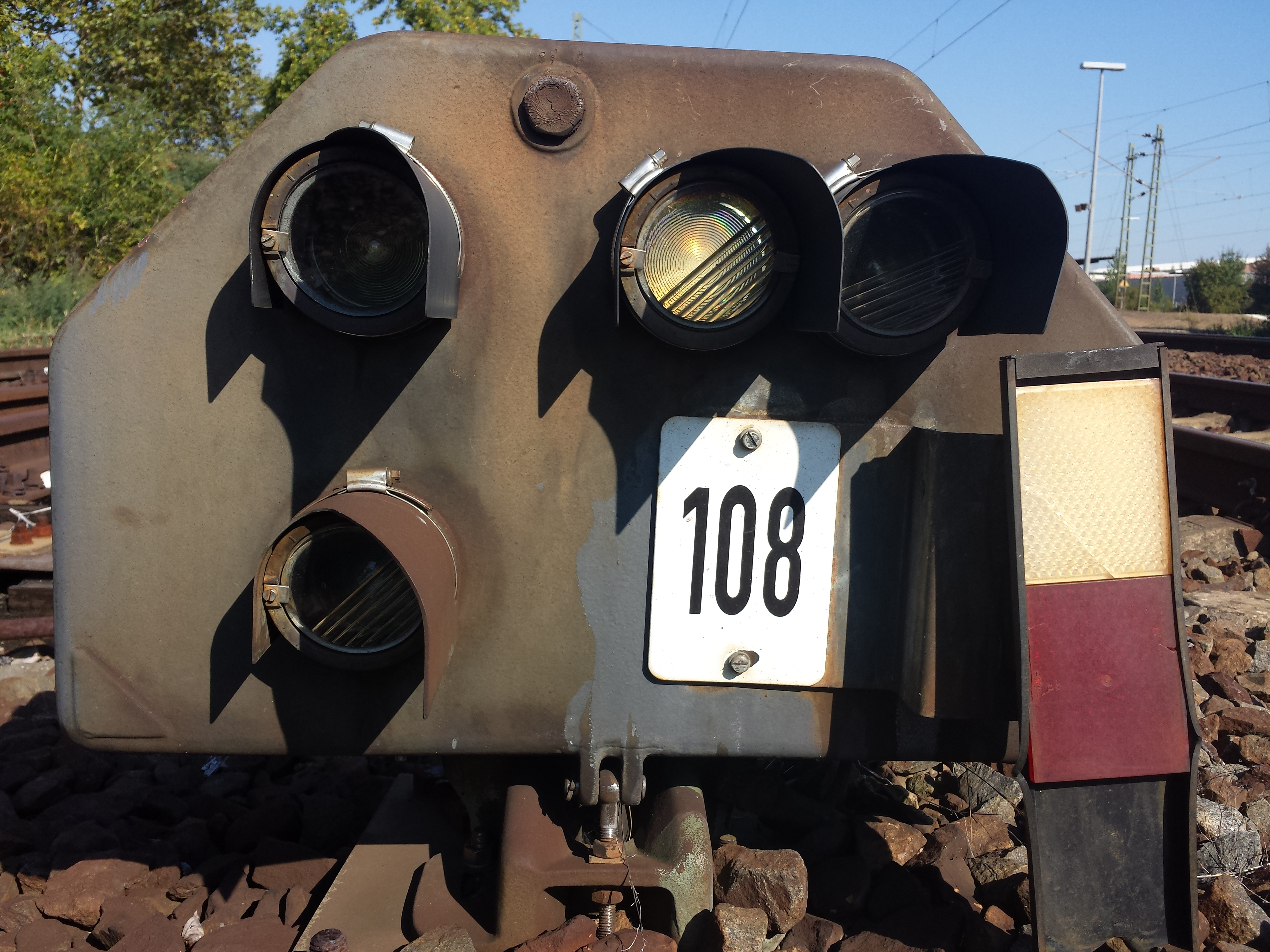
Kennlicht an einem niedrigen Lichtsperrsignal

Sollen in einem festgelegten Bereich eines Bahnhofs alle Fahrwegelemente vor Ort bedient werden, wird ein sogenannter Nahbedienbereich eingeschaltet. Wird nun in diesem Bereich ein Rangierfahrweg von einem Sperrsignal aus eingestellt, wird an diesem Sperrsignal das Kennlicht angeschaltet (frühere Bezeichnung: Rangierkennlicht).
Ein Sperrsignal (Lichtsignal), das unmittelbar am Standort eines Hauptsignals steht, ist dunkel, wenn das Hauptsignal Fahrt zeigt oder an ihm Zs1, Zs7 oder Zs8 gezeigt wird.

### Deckungssignale
Deckungssignale zeigen in Grundstellung Kennlicht. Sind sie Ziel einer eingestellten Fahrstraße oder müssen sie einer solchen Flankenschutz bieten, so zeigen sie Halt.

### Signale El6
Signal El6 existiert als Lichtsignal mit Mastschild rot-weiß-rot vor schaltbaren Oberleitungsabschnitten. Ist die entsprechende Schaltgruppe eingeschaltet, wird anstelle von El6 Kennlicht gezeigt.